# تيرانس بينينغتون
تيرانس بينينغتون (بالإنجليزية: Terrance Pennington)‏ هو لاعب كرة قدم أمريكية أمريكي، ولد في 25 سبتمبر 1983 في لوس أنجلوس في الولايات المتحدة.

## وصلات خارجية
- تيرانس بينينغتون على موقع مرجع كرة القدم المحترفة.كوم (الإنجليزية)